# Cereus tacuaralensis
Cereus tacuaralensis là một loài thực vật có hoa trong họ Cactaceae. Loài này được Cárdenas mô tả khoa học đầu tiên năm 1964.